# Комаровка (Денисовський район)
Комаро́вка (каз. Комаров) — село у складі Денисовського району Костанайської області Казахстану. Входить до складу Аршалинського сільського округу.
Населення —  (2021; 524 у 2009, 891 у 1999,  у 1989).